# Orișkivți, Huseatîn
Orișkivți (în ucraineană Орішківці) este o comună în raionul Huseatîn, regiunea Ternopil, Ucraina, formată numai din satul de reședință.

## Demografie
Componența lingvistică a comunei Orișkivți
     Ucraineană (99,19%)
     Alte limbi (0,8%)
Conform recensământului din 2001, majoritatea populației comunei Orișkivți era vorbitoare de ucraineană (99,19%), existând în minoritate și vorbitori de alte limbi.